# Chiuso (Lecco)
Chiuso (Cius in dialetto lecchese) è una parrocchia e il rione più meridionale della città di Lecco, posto ai confini con Vercurago.

## Geografia fisica
Affacciato sul lago di Garlate a sud di Maggianico, Chiuso ha costituito per secoli un posto di frontiera sul confine di Stato fra Lombardia e Veneto, uno dei pochi attraversabile a piedi e quindi particolarmente sensibile.

## Storia
Per molto tempo, al tempo delle pievi, è stato una parrocchia ed un comune indipendente inserito nella pieve di Lecco, fino al 1786 parte della Provincia di Milano. Al censimento del 1771 aveva fatto registrare 187 residenti, saliti a 286 nel 1803. Al 1809 risale la prima esperienza d'unione con Lecco su decreto di Napoleone, ma il ritorno degli austriaci comportò la restaurazione dell'autonomia municipale nel 1816. Nel 1853 si registrarono 357 residenti, che aumentarono ulteriormente a quota 393 all'atto dell'unificazione italiana nel 1861. La fine dell'autonomia comunale risale al 1869, allorquando il borgo fu unito a Maggianico, che poi nel secolo successivo confluirà a sua volta dentro Lecco.

## Monumenti e luoghi d'interesse
La chiesa di San Giovanni Battista è celebre poiché al suo interno custodisce le spoglie di Don Serafino Morazzone, parroco della chiesa dal 1773 al 1822 e confessore di Alessandro Manzoni. Don Serafino è divenuto poi Beato nel 2011, in piazza Duomo a Milano dai cardinali Dionigi Tettamanzi e Angelo Amato. Ha un aspetto tipicamente romanico mentre all'interno contiene numerosi affreschi del XV secolo ed una balaustra in arenaria del XVII secolo. Per lungo tempo attribuiti a Giovanni Pietro da Cemmo (più semplicemente considerati come influenzati dalla scuola dei da Cemmo), gli affreschi raffigurano la Crocifissione, un Cristo Pantocratore tra i simboli degli Evangelisti e i primi quattro Dottori della Chiesa. Nel XIX secolo furono rinnovati la facciata ed il campanile.